# Tulovići
Tulovići so naselje v občini Banovići, Bosna in Hercegovina. 

## Deli naselja
Delići, Draganja, Gaj, Handalići, Mecići, Piralići, Selomići, Šainovac in Tulovići.

## Prebivalstvo
| Pregled števila prebivalcev po letih | Pregled števila prebivalcev po letih | Pregled števila prebivalcev po letih | Pregled števila prebivalcev po letih | Pregled števila prebivalcev po letih | Pregled števila prebivalcev po letih |
| ------------------------------------ | ------------------------------------ | ------------------------------------ | ------------------------------------ | ------------------------------------ | ------------------------------------ |
| 1948                                 | 1953                                 | 1961                                 | 1971                                 | 1981                                 | 1991                                 |
| -                                    | -                                    | -                                    | 1.108                                | 1.229                                | 1.155                                |

| Narodna sestava prebivalstva po letih                                                                                          | Narodna sestava prebivalstva po letih                                                                                           | Narodna sestava prebivalstva po letih                                                                                          |
| --- | --- | --- |
| 1971 | 1981 | 1991 |
| . skupaj: 1.108 Muslimani 1.100 (99,27 %) Srbi 4 (0,36 %) Hrvati 0 (0,00 %) Jugoslovani 0 (0,00 %) drugi in neznano 4 (0,36 %) | . skupaj: 1.229 Muslimani 1.201 (97,72 %) Srbi 4 (0,32 %) Hrvati 0 (0,00 %) Jugoslovani 22 (1,79 %) drugi in neznano 2 (0,16 %) | . skupaj: 1.155 Muslimani 1.148 (99,39 %) Hrvati 1 (0,08 %) Srbi 0 (0,00 %) Jugoslovani 1 (0,08 %) drugi in neznano 5 (0,43 %) |